# Die Kuh Gloria
Die Kuh Gloria ist ein Kinderbuch, das der deutsche Kinderbuchautor Paul Maar im Jahr 2002 veröffentlichte und zu dem die Grafikerin Tina Schulte die Illustrationen beisteuerte.
Die Geschichte erschien schon 1968 in Maars ersten Buch Der tätowierte Hund.

## Inhalt
Die Kuh Gloria war schon als Kind plumper als alle anderen Kälber und wurde mit zunehmendem Alter immer dicker. Sie hatte den Gang eines Trampeltiers und ihr Sprechen klang „als ob man in ein leeres Regenfass brüllte“.
Doch gerade Gloria wollte eine Künstlerin werden. Der Fuchs erlaubte sich einen Scherz und sagte ihr, sie habe eine schöne Stimme. Also nahm Gloria Gesangsstunden und gab ein Konzert, doch die anderen Kühe rannten davon, um den fürchterlichen Gesang nicht weiter anhören zu müssen.
Doch Gloria gab nicht auf. Sie nahm jetzt Tanzstunden. Aber ihre erste Vorführung endete damit, dass sie durch den Bühnenboden krachte und von der Bühne stürzte. Alle dachten nun, dass Gloria jetzt bestimmt eine brave Milchkuh werden würde.
Doch Gloria gab ihre Träume nicht auf und so wanderte sie aus ins Nilpferdland, wo sie zu einem gefeierten Star wurde. In der Nilpferdzeitung hieß es über ihren ersten Auftritt:
„Die Künstlerin Gloria, ein zartes, zerbrechliches Persönchen, gab gestern Abend ein Konzert und tanzte dazu. Noch nie hat man hier eine so reine und helle Stimme bewundern dürfen, noch nie hat man so schönen Gesang gehört. Dazu tanzte oder besser gesagt: schwebte die Künstlerin wie eine Elfe über die Bühne, und alle unsere Nilpferdmädchen im Saal waren hingerissen von ihrer Leichtigkeit.“